# چارلز شواب کورپوریشن
چارلز شواب کورپوریشن (انگلیسی: Charles Schwab Corporation) کارگزار بورس و شرکت خدمات مالی و بانکداری چندملیتی آمریکایی است، که در زمینهٔ مبادلات اوراق بهادار، ارائه خدمات کارگزاری در بازار بورس نیویورک، همچنین مدیریت سرمایه‌گذاری، مدیریت دارایی و مدیریت پول فعالیت می‌کند.
این کورپوریشن در سال ۱۹۷۱ توسط چارلز شوآب تأسیس شد و هم‌اکنون مالک شبکه‌ای از ۳۴۵ شعبه در ۴۶ ایالت می‌باشد و در رتبه ۱۴ از فهرست بزرگترین بانک‌های ایالات متحده آمریکا قرار دارد. شرکت چارلز شواب در سن‌فرانسیسکو پایه‌گذاری شد اما در ۱ ژانویه ۲۰۲۱ به شهر وستلیک ایالت تگزاس نقل مکان کرد. بخشی از سهام این شرکت در بورس نیویورک معامله می‌شود.